# Підземна частина споруд садиби "На гірці" князів Любомирських (м. Рівне)
Сад-парк був заснований у кінці XVIII ст. у фільварку Любомирських «Гірка». в 1930-і роки минулого століття на території теперішнього Парку імені Тараса Шевченка проходили ярмарки (тогри).Рівне називали торговою столицею Східної Європи упродовж дев’яти років. Втілюючи задум старости Рівненського Станіслава Богуславського, рішенням громадських зборів від 27 березня 1930 року у місті створено щорічну виставку ремесел і промисловості. Про цю славну сторінку історії нашого міста на широкий загал заговорили лише в кінці 1990-х. А до того, як і все, що стосувалося польського періоду історії Рівного, просто замовчувалося.

## Місце розташування
Підземна частина споруд «На гарці» князів Любомирських розташована у межах парку відпочинку ім. Шевченка у м. Рівне. Цей парк являється пам'яткою садово-паркового мистецтва державного значення. Ділянка на якій знаходиться підземний поверх межує із піцерією «На гірці», літньою естрадою та операторською.

## Історичні дані
У 1822 р. сини князя Юзефа Любомирського, власника Рівного, поділили батьківські маєтки. Рівне разом із ключами Рівненським та Олександрійським отримав Фредерик. Жив він у Рівному усамітнено, тому побудував собі за містом кромним будинок «На гірці»(сучасна територія парку ім. Шевченка), оточивши його гарним садом. 1844 р. князь передав старий палац рівненській гімназії. Та через деякий час адміністрація гімназії повернула його через брак коштів. Відтоді палац почав руйнуватися.
Із занепадом палацу, зменшенням статків власників міста життя і побут князів Любомирських перестають привертати до себе увагу. Навіть новий палац «На гірці», як згадують сучасники, виглядав так скромно, що не відповідав статусу такої знатної родини.
Під час І Світової війни палац «На гірці» був спустошений, майно розграбоване. Відбудова потребувала великих затрат і Адам Любомирський продав його державі.
У 30-хх рр.минулого століття садиба «На гірці» вже слугувала міським парком, тому магістрат Рівного звернувся до власників з проханням проводити на його території великий ярмаром під назвою «Волинські торги», знаного далеко за межами Польщі.Уже після перших успішних торгів, які відбулися в 1930 році в торговому кварталі міста, Рівне стали називати торговою столицею не лише Волині, а й східних окраїн Польщі.
У 1931 році було створено товариство з обмеженою відповідальністю “Торги Рівненські” зі статусом щорічних. А магістрат звернувся до власника Рівного князя Любомирського з проханням дозволити проводити ярмарок на території його садиби на Гірці. Так Торги, яким стало тісно, перебралися на колишній князівський фільварок, де в розпорядженні організаторів опинилося аж сім гектарів площі. У той час князівський маєток на Гірці, межі якого пролягали там, де нині проходить каскад фонтанів у парку, був мальовничою місциною. Попри те, що з 1929-го по 1939-й роки в колишньому так званому білому палацику розміщувалися Окружний суд Волинського воєводства й іпотечна канцелярія (нині в його залишках розміщується дирекція об’єднання парків), сам парк-сад слугував міським парком і був окрасою тогочасного Рівного.

## Опис об'єкта
Розчищені підземні цегляні приміщення одного із будинків комплексу, ймовірно садиби «На гірці». Підземний поверх складається із системи камер, майже квадратних уплані, перекритих хрещатим склепінням на розподільчих арках. В стінах розміщені ніші різні за розміром із циркульним завершенням. З'єднуються камери коридорами із криволінійним склепінням двох четвертних радіусів. Стіни, склепіння, подекуди підлоги — цегляні. Цегла нерівномірна за розмірами, ручної формовки на столі підп'ятним способом, рівномірного червоного кольору, сегментована із випуклими клеймами. Відповідає формату цегли кратному 4:2:1, який був впроваджений у сер 16 ст. Лицева поверхня цегли містить фрагменти затирки. Спосіб мурування «Ренесансне» із перев'язкою рядів: ряди довжиків чергуються з рядами поперечиків.

## Культурна цінність
Фрагменти підвального поверху відповідають палацово-парковій архітектурі ХІХ ст. з нашаруванням будівельних періодів. Архітектурна цінність визначається об'ємно-планувальним рішенням збережених частин підземного рівня садиби, який складається із камер та системи коридорів двох будівельних періодів. Конструктивну цінність складають хрещаті склепіння. Архітекрутно-ландшафтна цінність визначається збереженою планувальною структурою парку-саду та збереженими елементами історичної флори.